# Mahmud z Ghazny
Mahmud z Ghazny, (pers.:محمود غزنوی trl. Mahmūd Ghaznawī; właściwie: Jamin ad-Daula Abu al-Kasim Mahmud ibn Sebüktigin) (ur. w 971, zm. 30 kwietnia 1030 w Ghaznie, dzis. Ghazni w Afganistanie) – sułtan z dynastii Ghaznawidów, panujący w latach 998-1030.
Mahmud był najstarszym synem Sebüktigina (977 - 997). W roku 992 w zamian za pomoc w stłumieniu buntu udzieloną emirowi Samanidów Nuhowi (976 - 997) ojciec Mahmuda uzyskał dla niego namiestnictwo Chorasanu. Przed śmiercią Sebüktigin ustanowił jednak swoim następcą swojego młodszego syna, Ismaʾila (997-998). Mahmud nie pogodził się z zaistniałą sytuacją i pokonał brata. Wykorzystując upadek Samanidów przestał uznawać ich zwierzchność i ostatecznie podzielił się ich terytoriami z Karachanidami, ustanawiając granicę pomiędzy obu państwami na Amu-darii. W trakcie siedemnastu wypraw na Indie w latach 1002 - 1026 Mahmud przyłączył do Ghazny Pendżab i zdobył gigantyczne łupy wdzierając się w głąb doliny Gangesu i plądrując takie miasta jak stolica Pratiharów Kanaudź, oraz wielkie ośrodki hinduizmu Mathura i Somnath. Dzięki tym działaniom zdobył sobie w całym świecie islamu opinię wielkiego wojownika dżihadu przeciwko niewiernym, lecz jego cele miały raczej charakter świecki i sprowadzały się do zagarnięcia jak największej zdobyczy, a nie nawrócenia Hindusów na islam czy poszerzenia jego terytorium. Wyprawy na Indie nie przeszkodziły Mahmudowi w zwycięskich wojnach z Karachanidami oraz zagarnięciu Sistanu w roku 1003, Chorezmu w roku 1017 i pod pretekstem antyszyickiej krucjaty należącego do Bujidów Reju w roku 1029. Mahmud przedstawiał się bowiem jako żarliwy sunnita, składający kalifowi sprawozdania i dary po każdej wyprawie, w zamian za co otrzymał od tego ostatniego szereg honorów, w szczególności zaś tytuł sułtana. Dzięki bezustannym kampaniom udało mu się stworzyć "najpotężniejsze i najrozleglejsze imperium znane światu muzułmańskiemu od szczytowego okresu kalifatu Abbasydów". Dwór Mahmuda był ważnym ośrodkiem kultury, na którym kwitła perska liryka dworska, z takimi wybitnymi przedstawicielami jak Onsuri i Farrochi. Przebywali na nim także historyk Utbi i słynny uczony Biruni, chociaż sułtan poważał go jedynie jako astrologa.